# Maestro di scacchi
Un maestro di scacchi è un giocatore di scacchi dotato di un'abilità per la quale può sempre o quasi sempre battere giocatori dotati di abilità tipica di quelli che frequentano i circoli di scacchi, che a loro volta sempre o quasi sempre riescono a prevalere sul livello di gioco posseduto dal giocatore medio occasionale. Tra i giocatori di scacchi, il termine è spesso abbreviato in "maestro".
Dall'alba del gioco, alla creazione delle prime organizzazioni scacchistiche, il termine "maestro" era semplicemente un'opinione. Forti giocatori dimostravano la loro forza nel gioco e ottenevano una reputazione informale di essere maestri di scacchi.
Man mano che gli scacchi diventavano più diffusi nella seconda metà del XIX secolo, il termine cominciò ad essere dato dalle organizzazioni. Per esempio, in Germania, nacque un torneo annuale sponsorizzato, Hauptturnier, il vincitore del quale veniva insignito del titolo di "maestro nazionale". Emanuel Lasker, che più tardi diventò "campione del mondo di scacchi", conquistò il titolo di maestro in un torneo di questo tipo.
La fondazione di una organizzazione mondiale per gli scacchi, Fédération internationale des échecs (FIDE), vide la creazione di un titolo superiore a quello di "maestro nazionale". La FIDE creò i titoli di "maestro internazionale" e "grande maestro", riconosciuti a coloro i quali possedevano determinati requisiti. Col tempo la FIDE creò il titolo di "maestro FIDE", quale titolo magistrale assoluto di ordine più basso riconosciuto internazionalmente. Esistono inoltre diversi titoli femminili internazionali.
Nel campo degli scacchi per corrispondenza, la International Correspondence Chess Federation ICCF riconosce i titoli di "maestro internazionale", "maestro internazionale senior" e "grande maestro". Questi titoli vengono inoltre riconosciuti dalla Fédération internationale des échecs (FIDE).
Diverse federazioni scacchistiche nazionali tra cui gli USA, il Canada, l'Inghilterra, la Russia, l'Australia, la Nuova Zelanda e l'Italia riconoscono ulteriori titoli di "maestro nazionale". Ad esempio la United States Chess Federation (USCF) riconosce il titolo di national master a chiunque raggiunga un USCF rating di 2200 e il titolo di senior master a chiunque raggiunga un rating USCF di 2400. La USCF inoltre riconosce il titolo di life master a chiunque detenga il titolo di maestro nazionale per un totale di 300 o più partite nella sua vita. La Federazione Scacchistica Italiana invece assegna il titolo sportivo di candidato maestro a chi raggiunga il rating di 2000 punti Elo e quello di maestro a chi superi i 2200 e ottenga delle norme, ovvero determinate percentuali di punteggio in tornei di almeno 7 turni, in base alla media del rating degli avversari incontrati, come da tabella sottostante, oltre alle categorie nazionali e sociali per i giocatori con punteggi inferiori. 
| Punt. medio avv. | Punt. medio avv. | %  | Punti su partite | Punti su partite | Punti su partite | Punti su partite | Punti su partite |
| ---------------- | ---------------- | -- | ---------------- | ---------------- | ---------------- | ---------------- | ---------------- |
| Da punti         | a punti          |    | 7                | 8                | 9                | 10               | 11               |
| 2401             | (9999)           | 30 | 2,5              | 2,5              | 3                | 3                | 3,5              |
| 2376             | 2400             | 33 | 2,5              | 3                | 3                | 3,5              | 4                |
| 2351             | 2375             | 36 | 3                | 3                | 3,5              | 4                | 4                |
| 2326             | 2350             | 40 | 3                | 3,5              | 4                | 4                | 4,5              |
| 2301             | 2325             | 44 | 3,5              | 4                | 4                | 4,5              | 5                |
| 2276             | 2300             | 47 | 3,5              | 4                | 4,5              | 5                | 5,5              |
| 2251             | 2275             | 50 | 3,5              | 4                | 4,5              | 5                | 5,5              |
| 2226             | 2250             | 53 | 4                | 4,5              | 5                | 5,5              | 6                |
| 2201             | 2225             | 56 | 4                | 4,5              | 5,5              | 6                | 6,5              |
| 2176             | 2200             | 60 | 4,5              | 5                | 5,5              | 6                | 7                |
| 2151             | 2175             | 64 | 4,5              | 5,5              | 6                | 6,5              | 7                |
| 2126             | 2150             | 67 | 5                | 5,5              | 6                | 7                | 7,5              |
| 2101             | 2125             | 70 | 5                | 6                | 6,5              | 7                | 8                |
| 2076             | 2100             | 73 | 5,5              | 6                | 7                | 7,5              | 8                |
| 2051             | 2075             | 76 | 5,5              | 6,5              | 7                | 8                | 8,5              |